# Liste der denkmalgeschützten Objekte in Rankweil
Die Liste der denkmalgeschützten Objekte in Rankweil enthält die 35 denkmalgeschützten, unbeweglichen Objekte der Gemeinde Rankweil.

## Denkmäler
| Foto |                 | Denkmal                                                                                             | Standort                                      | Beschreibung | Metadaten |
| ---- | --------------- | --------------------------------------------------------------------------------------------------- | --------------------------------------------- | --- | --- |
| ja   | Datei hochladen | Gewerbepark, ehem. Spinnerei Franz M. Rhomberg HERIS-ID: 43676 Objekt-ID: 44344                     | Alemannenstraße 49 Standort KG: Rankweil      | Die einstige Spinnerei Franz M. Rhomberg wurde ab 1839 erbaut und bis zum Anfang des 20. Jahrhunderts zweimal erweitert. Der Wasserturm wurde im Jahr 1910 dazugestellt. | BDA-Hist.: Q38004692 Status: Bescheid Stand der BDA-Liste: 2025-06-30 Name: Gewerbepark, ehem. Spinnerei Franz M. Rhomberg GstNr.: .6/1                                                                        |
| ja   | Datei hochladen | Rathaus HERIS-ID: 56295 Objekt-ID: 65512                                                            | Am Marktplatz 1 Standort KG: Rankweil         | Das Rathaus ist ein stattlicher dreigeschoßiger Bau mit fünfachsiger Fassade unter einem Walmdach. | BDA-Hist.: Q38071162 Status: § 2a Stand der BDA-Liste: 2025-06-30 Name: Rathaus GstNr.: .143/1 Rathaus (Rankweil)                                                                                              |
| ja   | Datei hochladen | Kindergarten Oberdorf HERIS-ID: 56298 Objekt-ID: 65515                                              | Brisera 8 Standort KG: Rankweil               | Die ehemalige Villa mit Jugendstilmalereien im Kranzgesims wurde um 1900 erbaut. | BDA-Hist.: Q38071182 Status: § 2a Stand der BDA-Liste: 2025-06-30 Name: Kindergarten Oberdorf GstNr.: .564 |
| ja   | Datei hochladen | Wohnhaus und Atelier Architekt Willi F. Ramersdorfer HERIS-ID: 113588 Objekt-ID: 131944seit 2021    | Broßwaldenweg 1 Standort KG: Rankweil         | Das Ramersdorfer-Haus in Rankweil wurde 1964 erbaut. | BDA-Hist.: Q105672661 Status: Bescheid Stand der BDA-Liste: 2025-06-30 Name: Wohnhaus und Atelier Architekt Willi F. Ramersdorfer GstNr.: 5321                                                                 |
| ja   | Datei hochladen | Wohnhaus, Schlosserhus HERIS-ID: 33531 Objekt-ID: 31125                                             | Dr.-Griß-Straße 5 Standort KG: Rankweil       | Das dreigeschoßige Wohnhaus unter steilem Satteldach ist ein Blockbau mit Fachwerk im dritten Geschoß der Giebelseite. An der westlichen Traufseite sind barocke Malereien aus dem 18. Jahrhundert erhalten. | BDA-Hist.: Q37952624 Status: Bescheid Stand der BDA-Liste: 2025-06-30 Name: Wohnhaus, Schlosserhus GstNr.: .225 Schlosserhus (Rankweil)                                                                        |
| ja   | Datei hochladen | Bauernhaus, Rheintalhaus HERIS-ID: 14702 Objekt-ID: 10940                                           | Gerbergasse 9 Standort KG: Rankweil           | Der Wohnteil des Rheintalhauses ist ein gestrickter Blockbau, der vermutlich aus dem 17. Jahrhundert stammt. | BDA-Hist.: Q37763926 Status: Bescheid Stand der BDA-Liste: 2025-06-30 Name: Bauernhaus, Rheintalhaus GstNr.: .254                                                                                              |
| ja   | Datei hochladen | Kath. Filialkirche hl. Josef HERIS-ID: 56300 Objekt-ID: 65518                                       | Hadeldorfstraße 16, 18 Standort KG: Rankweil  | Die Filialkirche ist ein Zentralbau mit etwas abseits stehendem Südwestturm. Sie wurde in den Jahren 1963 bis 1968 nach Plänen von Sepp Blenk erbaut. | BDA-Hist.: Q38071191 Status: § 2a Stand der BDA-Liste: 2025-06-30 Name: Kath. Filialkirche hl. Josef GstNr.: 2518                                                                                              |
| ja   | Datei hochladen | Expositurkirche hl. Eusebius, Brederis HERIS-ID: 56136 Objekt-ID: 65142                             | Kirchstraße 18 Standort KG: Rankweil          | Die Kirche wurde 1958 nach einem Entwurf des Architekten Jakob Marte erbaut und 1959 geweiht. | BDA-Hist.: Q27329134 Status: § 2a Stand der BDA-Liste: 2025-06-30 Name: Expositurkirche hl. Eusebius, Brederis GstNr.: .1423 Expositurkirche hl. Eusebis, in Brederis (Rankweil)                               |
| ja   | Datei hochladen | Kreuzwegstationen HERIS-ID: 82536 Objekt-ID: 96365                                                  | Liebfrauenberg Standort KG: Rankweil          | Anmerkung: Als Standort wurde die Grundstücknummer .598 an einer Wegkreuzung gewählt. | BDA-Hist.: Q38178694 Status: § 2a Stand der BDA-Liste: 2025-06-30 Name: Kreuzwegstationen GstNr.: 625, 626/1, .596, .597, .598, .599                                                                           |
| ja   | Datei hochladen | Friedhof St. Michael HERIS-ID: 82537 Objekt-ID: 96366                                               | Liebfrauenberg Standort KG: Rankweil          | Der Friedhof wurde 1901 errichtet. | BDA-Hist.: Q105646600 Status: § 2a Stand der BDA-Liste: 2025-06-30 Name: Friedhof St. Michael GstNr.: 651, 650/2, 660/1 Friedhof St. Michael, Rankweil                                                         |
| ja   | Datei hochladen | Brunnen HERIS-ID: 82565 Objekt-ID: 96397                                                            | Liebfrauenberg Standort KG: Rankweil          | Das Brunnenbecken ist mit der Jahreszahl 1890 bezeichnet. | BDA-Hist.: Q38178820 Status: § 2a Stand der BDA-Liste: 2025-06-30 Name: Brunnen GstNr.: 626/1 |
| ja   | Datei hochladen | Friedhofskirche hl. Michael HERIS-ID: 56293 Objekt-ID: 65510                                        | Liebfrauenberg 1 Standort KG: Rankweil        | Die 1300 in einem Ablassbrief genannte Kirche wurde 1533 neu errichtet und von 1893 bis 1894 restauriert. | BDA-Hist.: Q15810551 Status: § 2a Stand der BDA-Liste: 2025-06-30 Name: Friedhofskirche hl. Michael GstNr.: .197 Friedhofskirche hl. Michael, Rankweil                                                         |
| ja   | Datei hochladen | Mesnerhaus HERIS-ID: 82535 Objekt-ID: 96364                                                         | Liebfrauenberg 8 Standort KG: Rankweil        | Das ehemalige Mesnerhaus wurde 1735 fertiggestellt. | BDA-Hist.: Q38178688 Status: § 2a Stand der BDA-Liste: 2025-06-30 Name: Mesnerhaus GstNr.: .170 |
| ja   | Datei hochladen | Pfarrhof HERIS-ID: 56294 Objekt-ID: 65511                                                           | Liebfrauenberg 10 Standort KG: Rankweil       | Das dreigeschoßige Pfarrhaus wurde 1704 fertiggestellt. | BDA-Hist.: Q38071154 Status: § 2a Stand der BDA-Liste: 2025-06-30 Name: Pfarrhof GstNr.: .169 |
| ja   | Datei hochladen | Kath. Pfarrkirche Unsere Liebe Frau Mariä Heimsuchung und Friedhof HERIS-ID: 56384 Objekt-ID: 65777 | Liebfrauenberg 12 Standort KG: Rankweil       | Im Jahr 1470 wurde die bereits vorhandene Wehrkirche erneuert und vergrößert. | BDA-Hist.: Q1823908 Status: § 2a Stand der BDA-Liste: 2025-06-30 Name: Kath. Pfarrkirche Unsere Liebe Frau Mariä Heimsuchung und Friedhof GstNr.: .167, 601 Liebfrauenbergkirche                               |
| ja   | Datei hochladen | Pestkapelle HERIS-ID: 56386 Objekt-ID: 65781                                                        | Montfortstraße 5 Standort KG: Rankweil        | Die Pestkapelle wurde bereits im Jahr 1447 erbaut. | BDA-Hist.: Q38071850 Status: Bescheid Stand der BDA-Liste: 2025-06-30 Name: Pestkapelle GstNr.: 396/2 |
| ja   | Datei hochladen | Herz-Jesu-Kapelle HERIS-ID: 82549 Objekt-ID: 96380                                                  | Ringstraße Standort KG: Rankweil              | Der quadratische Nischenbau mit Spitzbogenöffnung zeigt Herz-Jesu-Gemälde aus dem 20. Jahrhundert. | BDA-Hist.: Q38178777 Status: § 2a Stand der BDA-Liste: 2025-06-30 Name: Herz-Jesu-Kapelle GstNr.: .606 |
| ja   | Datei hochladen | Wohnhaus, sog. Fuchshaus HERIS-ID: 37120 Objekt-ID: 36196                                           | Ringstraße 49 Standort KG: Rankweil           | Das sogenannte Fuchshaus ist ein zweigeschoßiger Blockbau aus dem 17. oder 18. Jahrhundert. Die breite Front unter dem dreigeschoßigen Giebel ist verschindelt. | BDA-Hist.: Q37974128 Status: Bescheid Stand der BDA-Liste: 2025-06-30 Name: Wohnhaus, sog. Fuchshaus GstNr.: 664                                                                                               |
| ja   | Datei hochladen | Villa Schatzmann HERIS-ID: 112354 Objekt-ID: 130497seit 2019                                        | Schweizer Straße 82 Standort KG: Rankweil     | | BDA-Hist.: Q105646798 Status: Bescheid Stand der BDA-Liste: 2025-06-30 Name: Villa Schatzmann GstNr.: 7413/1                                                                                                   |
| ja   | Datei hochladen | Kirche hl. Anna HERIS-ID: 56137 Objekt-ID: 65143                                                    | St.-Anna-Weg 7 Standort KG: Rankweil          | Die bereits im Jahr 1506 geweihte Kapelle wurde 1617 vergrößert und 1883 noch einmal verlängert. An das niedrige Langhaus schließen ein höherer gotischer Chor sowie ein massiver Nordturm mit Giebelspitzhelm an. | BDA-Hist.: Q38070130 Status: § 2a Stand der BDA-Liste: 2025-06-30 Name: Kirche hl. Anna GstNr.: .425 Kapelle Hl. Anna (Brederis)                                                                               |
| ja   | Datei hochladen | Pfarrhof St. Peter HERIS-ID: 87612 Objekt-ID: 102034                                                | St.-Peter-Bühel 1 Standort KG: Rankweil       | Der Pfarrhof St. Peter wurde 1767 erbaut. | BDA-Hist.: Q37720693 Status: § 2a Stand der BDA-Liste: 2025-06-30 Name: Pfarrhof St. Peter GstNr.: .130 Pfarrhof St. Peter (Rankweil)                                                                          |
| ja   | Datei hochladen | Sigmund-Nachbauer-Denkmal HERIS-ID: 32836 Objekt-ID: 30016                                          | St.-Peter-Gässele Standort KG: Rankweil       | Das Denkmal für Major Nachbauer wurde im Jahr 1909 errichtet. | BDA-Hist.: Q37949342 Status: § 2a Stand der BDA-Liste: 2025-06-30 Name: Sigmund-Nachbauer-Denkmal GstNr.: 530 Nachbauer-Denkmal (Rankweil)                                                                     |
| ja   | Datei hochladen | Kath. Pfarrkirche hl. Petrus und Friedhof HERIS-ID: 56385 Objekt-ID: 65778                          | St.-Peter-Gässele Standort KG: Rankweil       | Die Kirche steht in einem ummauerten Friedhof mit in die Friedhofsmauer eingebundenem Beinhaus. Die Kirche ist eine romanische Chorturmkirche mit starkem Mauerwerk mit Satteldach. Nördlich am Turm ist eine Sakristei mit Pultdach angeschlossen. In den Jahren 1624 bis 1627 wurde die Kirche barockisiert und 1731 der Kirchturm im Obergeschoß umgestaltet und mit Zwiebelhaube ausgeführt. | BDA-Hist.: Q1557918 Status: § 2a Stand der BDA-Liste: 2025-06-30 Name: Kath. Pfarrkirche hl. Petrus und Friedhof GstNr.: .267, 531 Peterskirche (Rankweil)                                                     |
| ja   | Datei hochladen | Villa Häusle, Wohngebäude und Stickereigebäude HERIS-ID: 32837 Objekt-ID: 30017                     | St.-Peter-Gässele 1 Standort KG: Rankweil     | Die zweigeschoßige Villa mit geschwungenem Giebel und turmartigem Aufbau im Nordosten wurde 1902 errichtet. In der Nacht vom 14. auf den 15. März 2020 brannte die Villa, die erst kurz zuvor ins Eigentum der Marktgemeinde übergegangen war, ab. | BDA-Hist.: Q37949353 Status: Bescheid Stand der BDA-Liste: 2025-06-30 Name: Villa Häusle, Wohngebäude und Stickereigebäude GstNr.: .269, .607 Villa Häusle (Rankweil)                                          |
| ja   | Datei hochladen | Volksschule Markt HERIS-ID: 33533 Objekt-ID: 31128                                                  | St.-Peter-Gässele 2 Standort KG: Rankweil     | Die Volksschule wurde 1846 erbaut und 1899 erweitert. | BDA-Hist.: Q37952636 Status: § 2a Stand der BDA-Liste: 2025-06-30 Name: Volksschule Markt GstNr.: .268/1 Volksschule Markt (Rankweil)                                                                          |
| ja   | Datei hochladen | Karmeliterinnenkloster, Kleintheresienkarmel HERIS-ID: 110551 Objekt-ID: 128257                     | Treietstraße 18 Standort KG: Rankweil         | Das Kloster der Karmelitinnen wurde 1960 errichtet. | BDA-Hist.: Q37819315 Status: § 2a Stand der BDA-Liste: 2025-06-30 Name: Karmeliterinnenkloster, Kleintheresienkarmel GstNr.: 2372 Karmeliterinnenkloster in Rankweil                                           |
| ja   | Datei hochladen | Vereinshaus, ehem. Stickerei HERIS-ID: 56296 Objekt-ID: 65513                                       | Untere Bahnhofstraße 10 Standort KG: Rankweil | Die ehemalige Fabrik wurde um 1910 erbaut. | BDA-Hist.: Q38071173 Status: § 2a Stand der BDA-Liste: 2025-06-30 Name: Vereinshaus, ehem. Stickerei GstNr.: .672/1 Untere Bahnhofstraße 10, Rankweil                                                          |
| ja   | Datei hochladen | Villa Rauch samt Einfriedung HERIS-ID: 111019 Objekt-ID: 128794                                     | Untere Bahnhofstraße 8 Standort KG: Rankweil  | Die teilweise aus unverputztem Backstein erbaute spätgründerzeitliche Villa entstand um 1890. | BDA-Hist.: Q37821478 Status: Bescheid Stand der BDA-Liste: 2025-06-30 Name: Villa Rauch samt Einfriedung GstNr.: 1174/3                                                                                        |
| ja   | Datei hochladen | Totenkapelle am Waldfriedhof HERIS-ID: 88849 Objekt-ID: 103435                                      | Waldfriedhof 1 Standort KG: Rankweil          | Die Totenkapelle ist ein Rechteckbau unter einem Satteldach, an den ein massiver Turm mit Zwiebelhaube anschließt. Der Südteil des Gebäudes dient als Aufbahrungshalle. | BDA-Hist.: Q37728016 Status: § 2a Stand der BDA-Liste: 2025-06-30 Name: Totenkapelle am Waldfriedhof GstNr.: .1056 Totenkapelle (Rankweil)                                                                     |
| ja   | Datei hochladen | Riedkapelle HERIS-ID: 82563 Objekt-ID: 96394                                                        | Weitried Standort KG: Rankweil                | Die Riedkapelle wurde im Jahr 1814 errichtet. | BDA-Hist.: Q38178808 Status: § 2a Stand der BDA-Liste: 2025-06-30 Name: Riedkapelle GstNr.: 7006/2 Riedkapelle an der Riedstrasse (Rankweil)                                                                   |
| ja   | Datei hochladen | Römische Villa in Brederis HERIS-ID: 62675 Objekt-ID: 75248                                         | Weitried Standort KG: Rankweil                | Im Weitried bei Brederis wurden Ruinen von Gebäuden eines römischen Gutshofs aus dem 1. bis 3. Jahrhundert nach Christus freigelegt. | BDA-Hist.: Q38100788 Status: Bescheid Stand der BDA-Liste: 2025-06-30 Name: Römische Villa in Brederis GstNr.: 7209, 7207, 7210, 7208 Freilichtmuseum Römervilla Rankweil                                      |
| ja   | Datei hochladen | Valdunafriedhof und Kapelle HERIS-ID: 82546 Objekt-ID: 96377                                        | Standort KG: Rankweil                         | Der Friedhof Valduna wurde 1876 angelegt. | BDA-Hist.: Q38178740 Status: § 2a Stand der BDA-Liste: 2025-06-30 Name: Valdunafriedhof und Kapelle GstNr.: 6437/15 Valdunafriedhof und Kapelle                                                                |
| ja   | Datei hochladen | Valduna-Bildstock HERIS-ID: 82540 Objekt-ID: 96369                                                  | Standort KG: Rankweil                         | Die Gemeinde Rankweil ließ diesen Bildstock errichten, nachdem das im Jahr 1782 aufgehobene Kloster Valduna im 19. Jahrhundert abgetragen worden war. | BDA-Hist.: Q38178708 Status: § 2a Stand der BDA-Liste: 2025-06-30 Name: Valduna-Bildstock GstNr.: 6396/1 |
| ja   | Datei hochladen | Friedhof mit Beinhaus HERIS-ID: 87925 Objekt-ID: 102383                                             | Standort KG: Rankweil                         | Der ummauerte Friedhof mit eingebundenem Beinhaus umgibt die Pfarrkirche zum heiligen Petrus. | BDA-Hist.: Q37722966 Status: § 2a Stand der BDA-Liste: 2025-06-30 Name: Friedhof mit Beinhaus GstNr.: 531 Peterskirche (Rankweil)                                                                              |
| ja   | Datei hochladen | Triftanlage an der Frutz HERIS-ID: 112875 Objekt-ID: 131100seit 2018                                | Standort KG: Rankweil                         | Die ältesten urkundlichen Belege für Holztriften auf der Frutz stammen aus dem 16. Jahrhundert. Die erhaltenen Teile datieren zum größten Teil aus dem 19. Jahrhundert. Die Flötzerei war bis in die 1950er-Jahre in Betrieb. 2023 wurde die sanierte Anlage in Form eines Erlebnisweges für die Öffentlichkeit zugänglich gemacht.                                                              | BDA-Hist.: Q105646829 Status: Bescheid Stand der BDA-Liste: 2025-06-30 Name: Triftanlage an der Frutz GstNr.: 6454/1, 6454/2, 9/1, 10/1, 11, 12/1, 12/2, 15, 20, 6635, 6638 Triftanlage an der Frutz, Rankweil |